# Озёрское городское поселение
Озёрское городское поселение — бывшее муниципальное образование в составе Озёрского района Калининградской области России. Административным центром поселения был город Озёрск.

## История
Озёрское городское поселение образовано 30 июня 2008 года в соответствии с Законом Калининградской области № 259 , в его состав вошёл город Озёрск и посёлок Ушаково бывшего Багратионовского сельского округа.
Упразднено в 2014 году с преобразованием Озёрского района в Озёрский городской округ.

## Население
| 2010 | 2012  | 2013  | 2014  |
| ---- | ----- | ----- | ----- |
| 4865 | ↘4768 | ↘4662 | ↘4553 |

## Состав городского поселения
В состав городского поселения входили 2 населённых пункта:
- Озёрск (город, административный центр) — 4321[6]
- Ушаково (посёлок) — 120[1]

## Экономика
Действует Озёрская ГЭС на реке Анграпе, созданная в 1880 году и реконструированная в 2000 году.